# BYD Song
BYD Song – samochód osobowy typu SUV klasy średniej produkowany pod chińską marką BYD od 2015 roku. Od 2024 roku produkowana jest trzecia generacja modelu.

## Pierwsza generacja

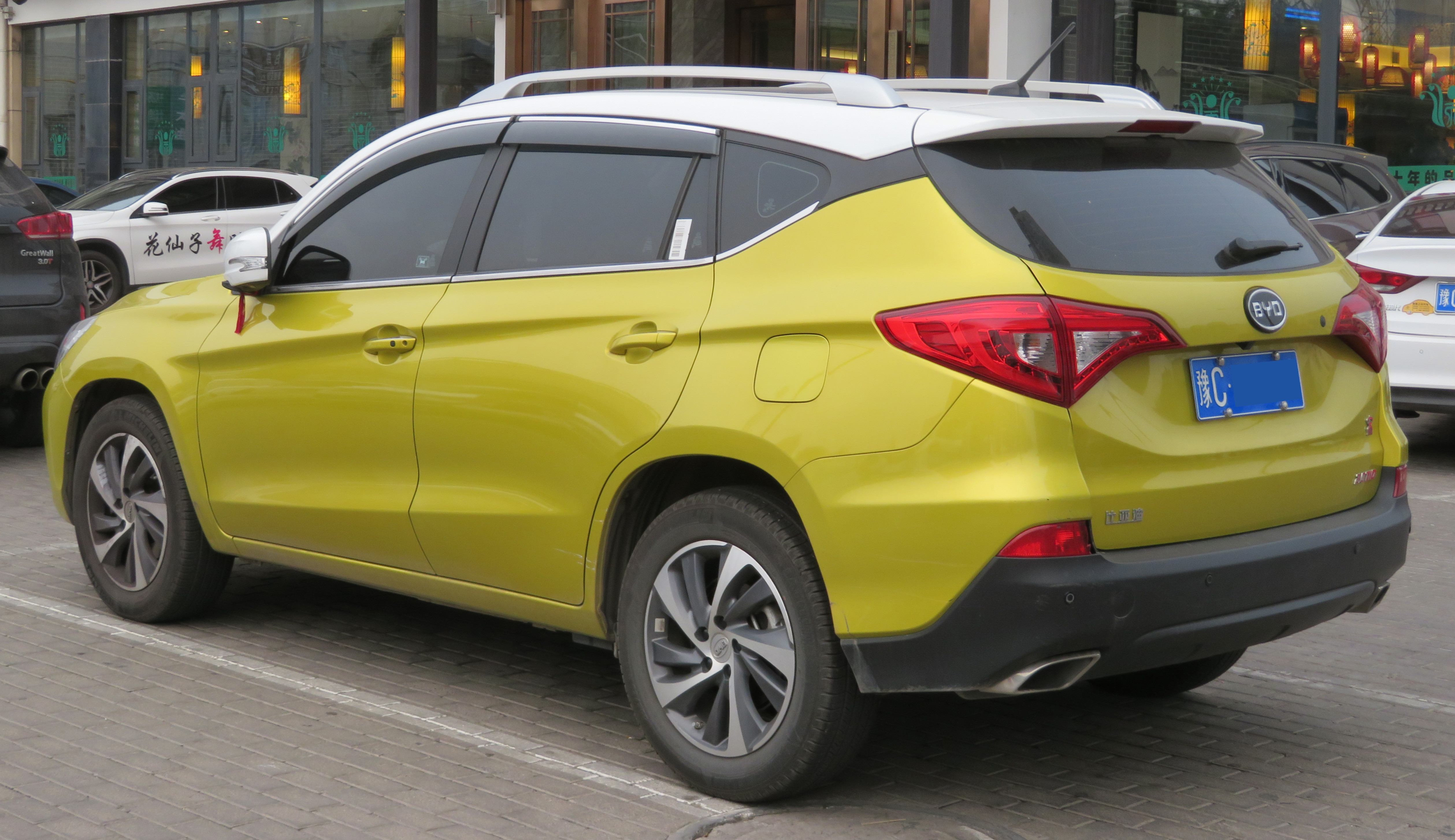
BYD Song I – tył

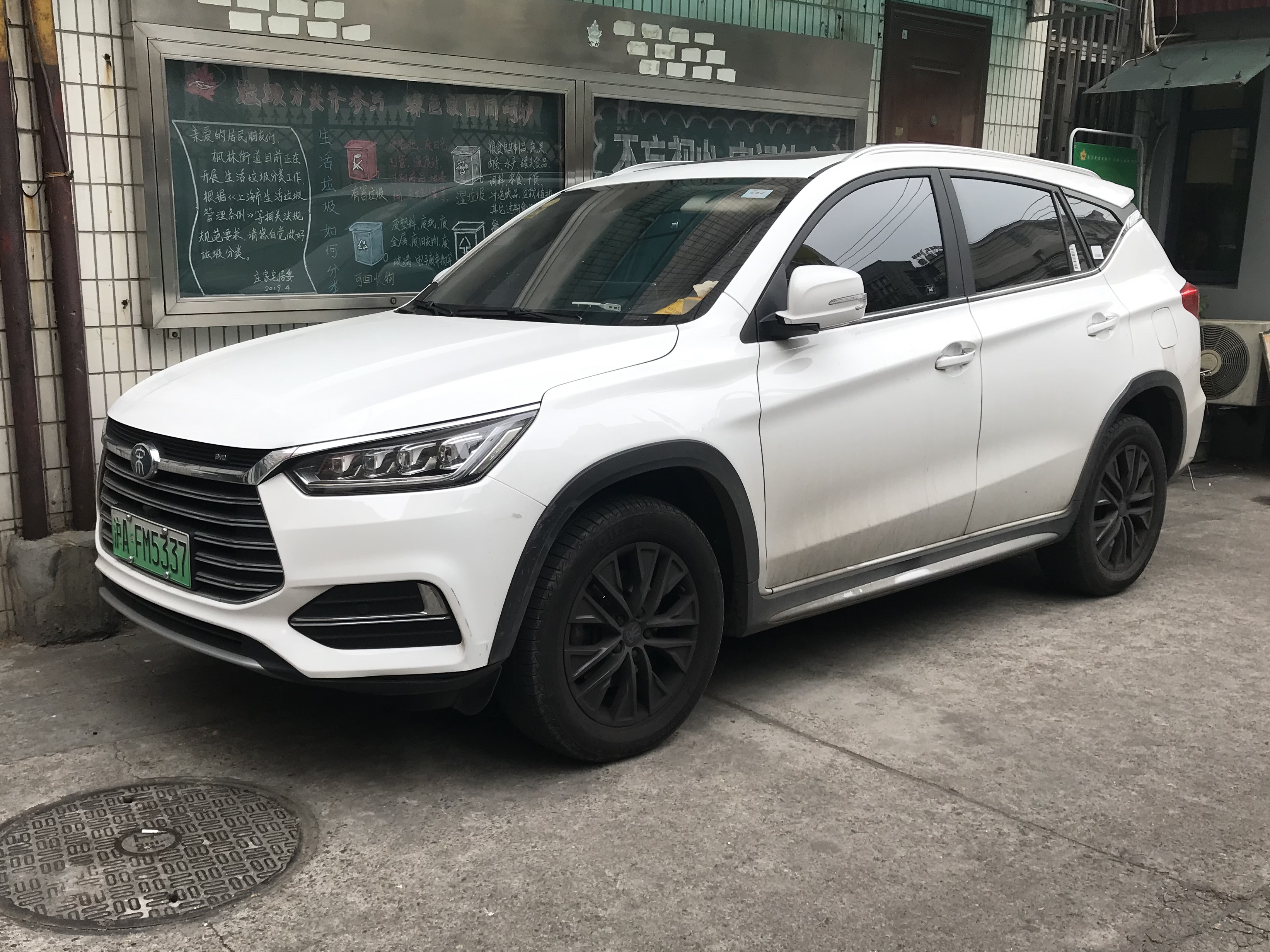
BYD Song I po liftingu

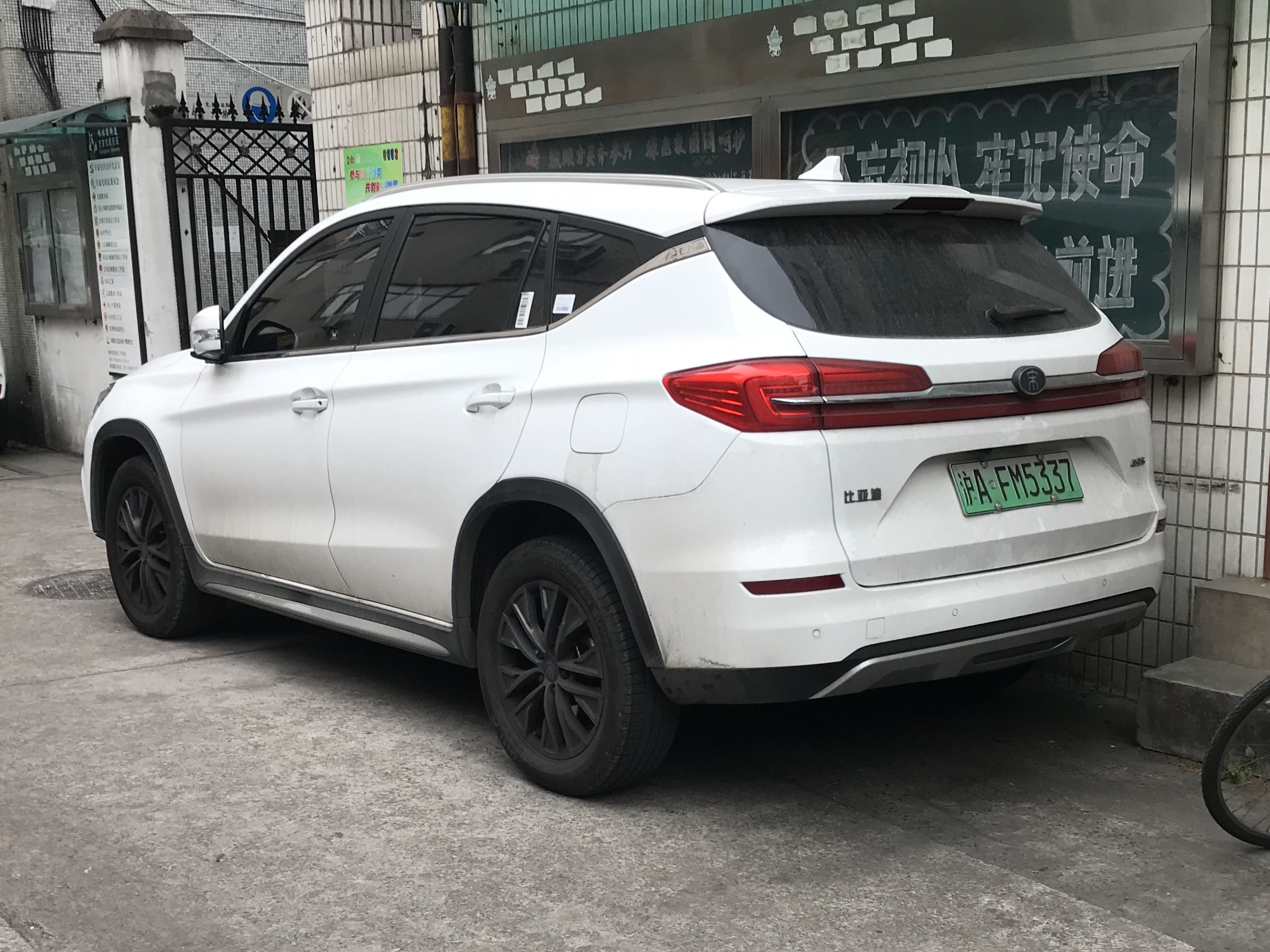
BYD Song I – tył po liftingu

BYD Song I został zaprezentowany po raz pierwszy w 2015 roku.
Na początku 2015 roku BYD zapowiedział poszerzenie swojej oferty SUV-ów, dotychczas reprezentowaną tylko przez topowy model S6. Średniej wielkości model utrzymany został w awangardowym wzornictwie, charakteryzując się agresywnie stylizowanymi lampami i reflektorami, a także dużym chromowanym panelem ozdobnym atrapy chłodnicy.
Poza opcjonalnie dwubarwnym malowaniem nadwozia zdobionym licznymi przetłoczeniami, z kolei kabinę pasażerską zdominował masywny kokpit z czterema wlotami kratek nawiewów i dotykowym wyświetlaczem systemu multimedialnego.
Jako BYD S3 samochód zadebiutował w kwietniu podczas wystawy samochodowej w Szanghaju, do sprzedaży na rynku chińskim trafiając 5 miesięcy później. Z początkiem producent zdecydował się zmienić nazwę na BYD Song, adaptując ją od hybrydowego wariantu i wdrażając nową politykę zastępującą oznaczenia alfanumeryczne. W 2018 roku pojazd ponownie przemianowano na BYD Song Classic, aby zaakcentować jego pozycjonowanie wobec droższych i większych modeli Song Pro i Song Plus.

### Song DM
Równolegle ze spalinowym BYD-em S3, chiński producent przedstawił hybrydowy wariant pod nazwą BYD Song DM ze spalinowo-elektrycznym układem Dual Mode współtworzonym przez 1,5-litrowy silnik benzynowy i dwie jednostki elektryczne. Oprócz mocy silnika spalinowego, 308 KM, cały układ napędowy rozwija 467 KM i oferuje 82 kilometrów zasięgu w trybie elektrycznym.

### Lifting
W 2018 roku BYD Song przeszedł gruntowną restylizację, adaptując kluczowe cechy wyglądu od nowszych modeli w gamie. Pas przedni zyskał agresywnie stylizowane reflektory i trapezoidalny wlot powietrza, powstając w estetyce Dragon Face. Tylne lampy zyskały podłużny, wąski kształt i łączącą je chromowaną listwę. Zastosowano też nową deskę rozdzielczą, z dużym dotykowym ekranem systemu multimedialnego w centralnym punkcie kokpitu.

### Silniki
- R4 1.5l Turbo
- R4 2.0l Turbo

### Song EV

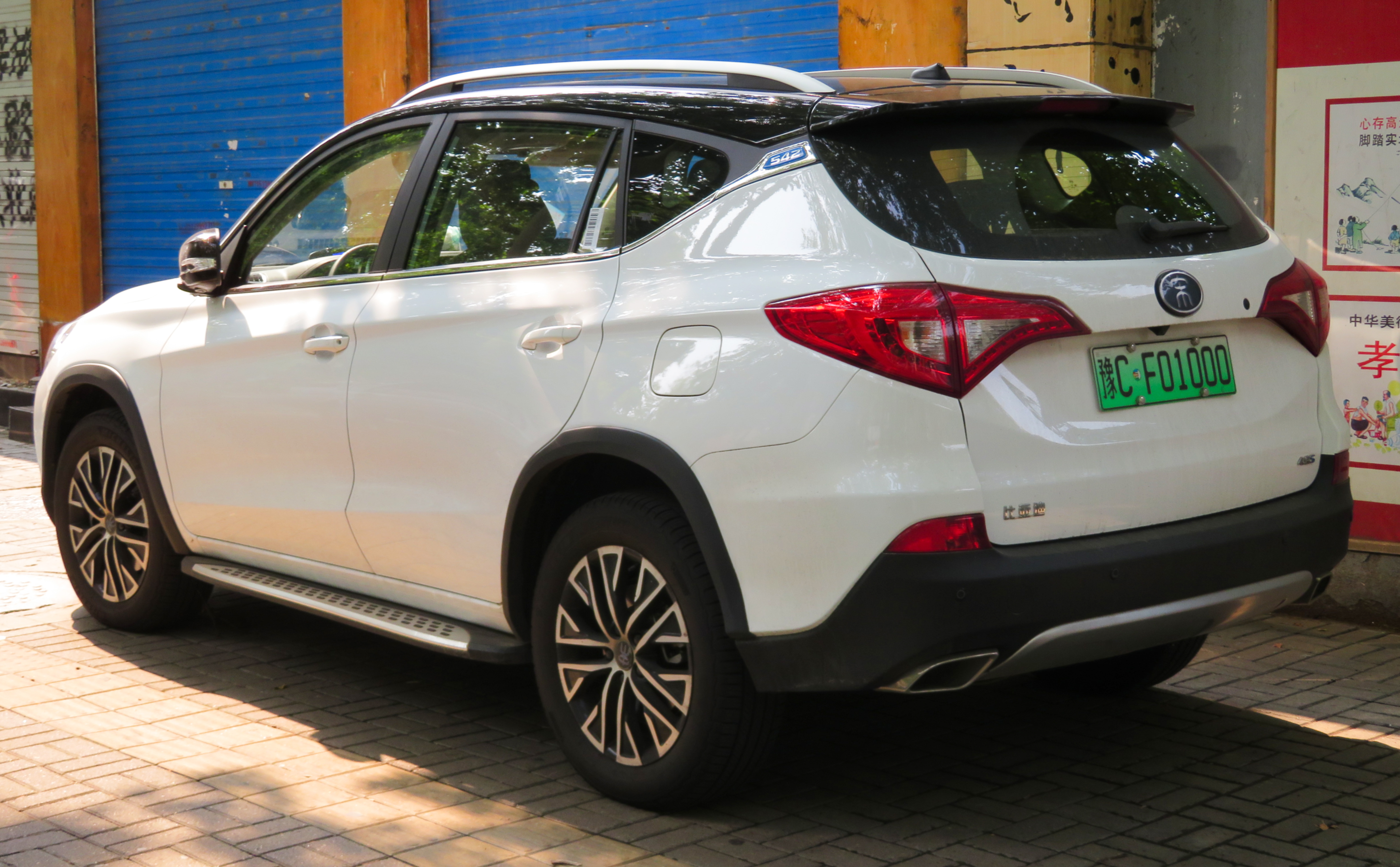
BYD Song EV – tył

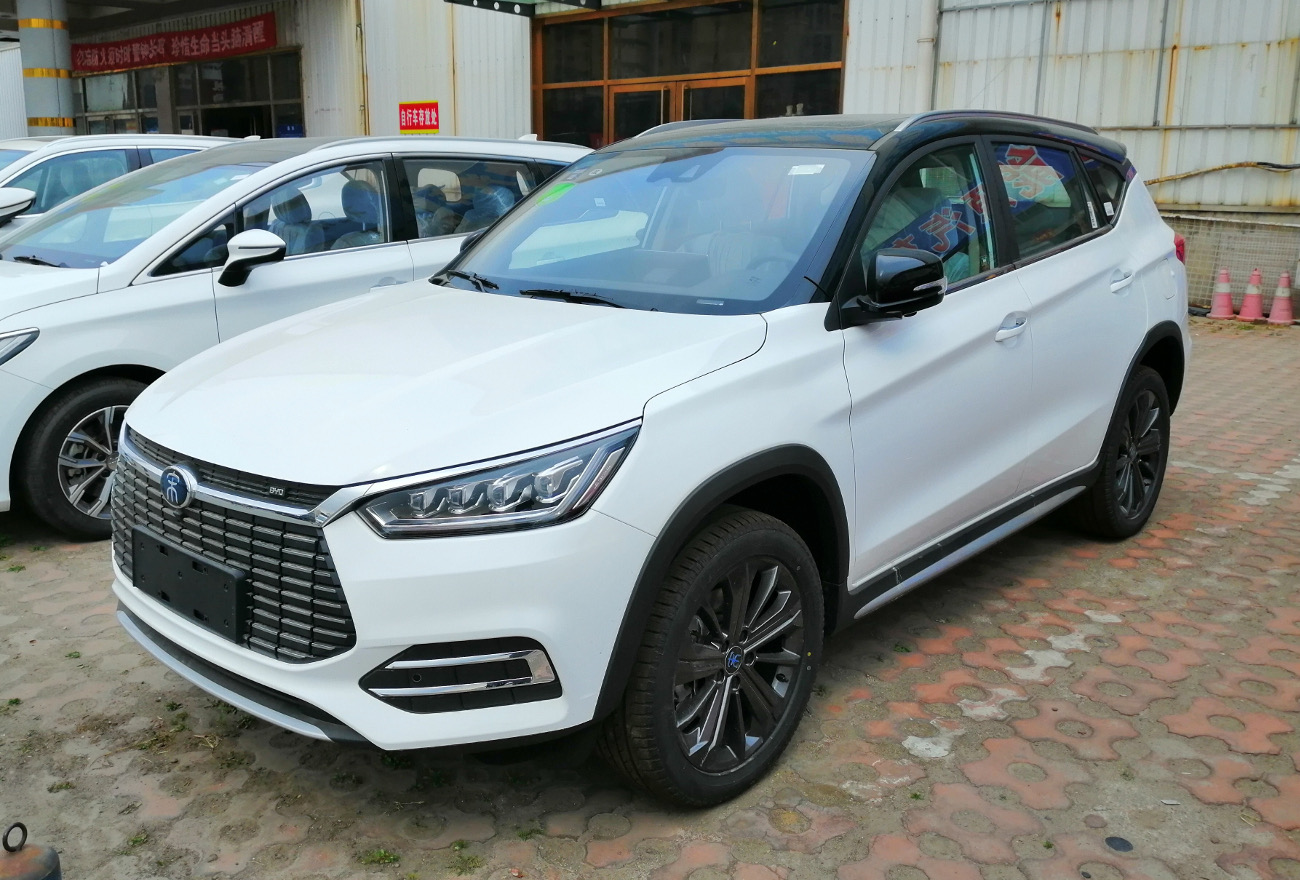
BYD Song EV po liftingu

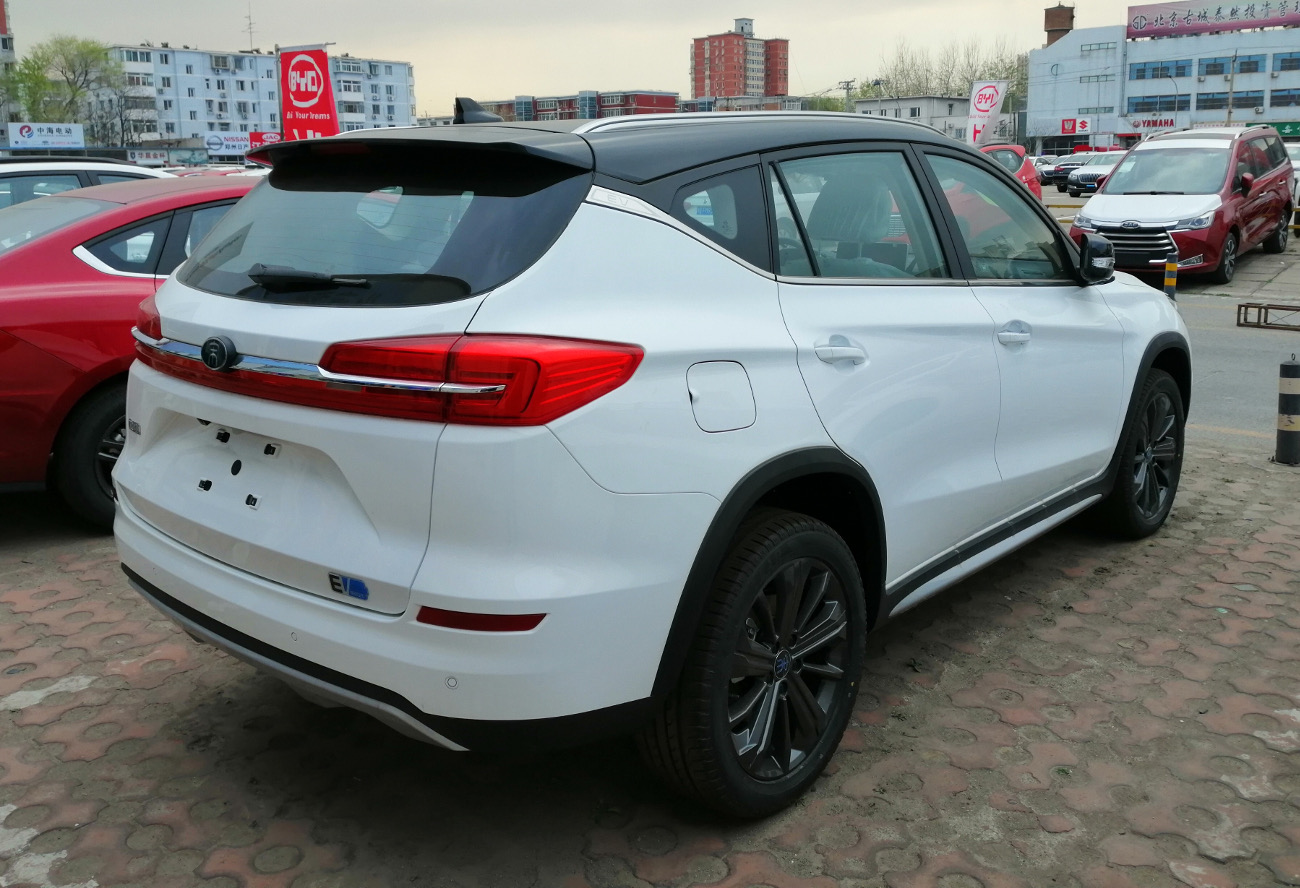
BYD Song EV – tył po liftingu

BYD Song EV został zaprezentowany po raz pierwszy w 2017 roku.
2 lata po debiucie SUV-a Song w odmianach spalinowej oraz spalinowo-elektrycznej, BYD zdecydował się skompletować gamę wariantów napędowych o odmianę w pełni elektryczną, adaptując politykę stosowaną wobec innych pojazdów w gamie chińskiego producenta. Pod kątem wizualnym pojazd zyskał inne ozdoby zderzaków oraz zaślepkę zamiast tradycyjnej atrapy chłodnicy.
Do oferty w pierwszej kolejności trafił podstawowy wariant EV300, a topowa EV400 z przeprojektowanym wyglądem przedniej części nadwozia dołączyła do oferty rok później, wiosną 2018 roku.

### Lifting
Niespełna półtora roku po debiucie, BYD Song EV we wrześniu 2018 roku zaadaptował nowy język stylistyczny spod znaku przodu Dragon Face i razem z droższym, wyżej pozycjonowanym modelem Song Pro przeszedł obszerną restylizację przedniej i tylnej części nadwozia, a także kokpitu. Z początkiem 2021 roku Song EV zniknął z oferty na rzecz nowocześniejszego Song Pro EV, pozostając w ofercie tylko w spalinowym wariancie Song Classic.

### Dane techniczne
Podstawowy wariant EV300 sprzed modernizacji napędzany był przez 218-konny silnik elektryczny, który oferował 310 Nm maksymalnego momentu obrotowego i ok. 300 kilometrów zasięgu na jednym ładowaniu. Topowy EV400 umożliwiał szybsze tempo ładowania akumulatorów i większy zasięg, ok. 360 kilometrów.
Wariant po modernizacji oferowany był z silnikami elektrycznymi o większej mocy: 163 KM lub 184 KM. Na jednym ładowaniu podstawowy umożliwiał zasięg 405 kilometrów, a topowy do ok. 502 kilometrów.

## Druga generacja

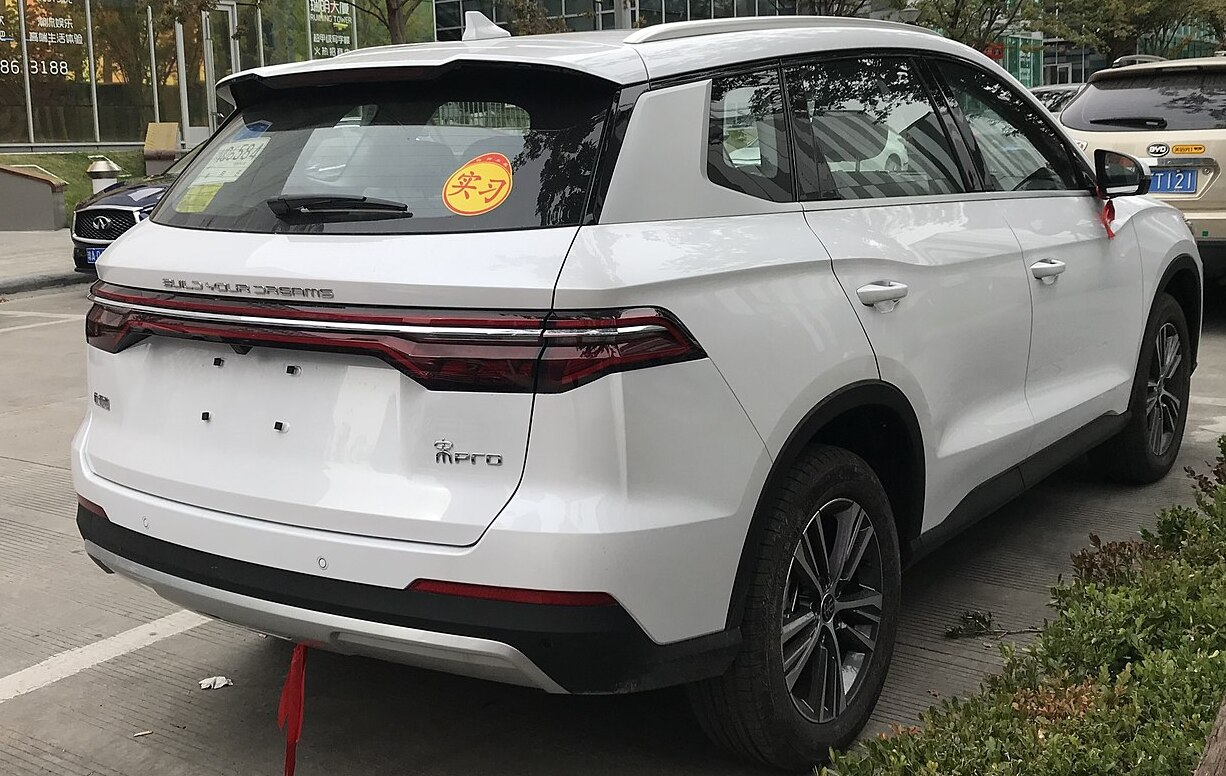
BYD Song Pro I - tył

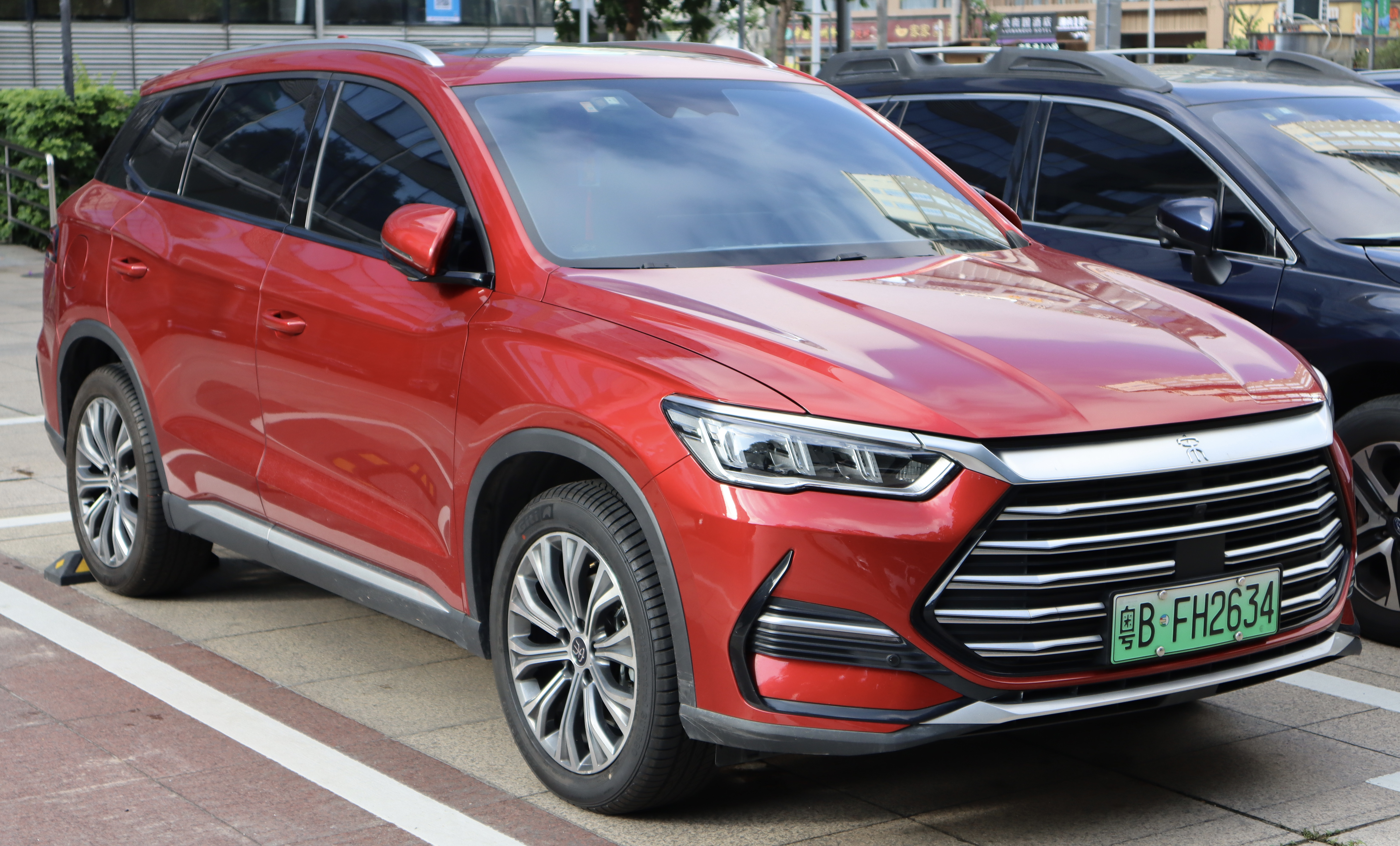
BYD Song Pro I DM-i po liftingu

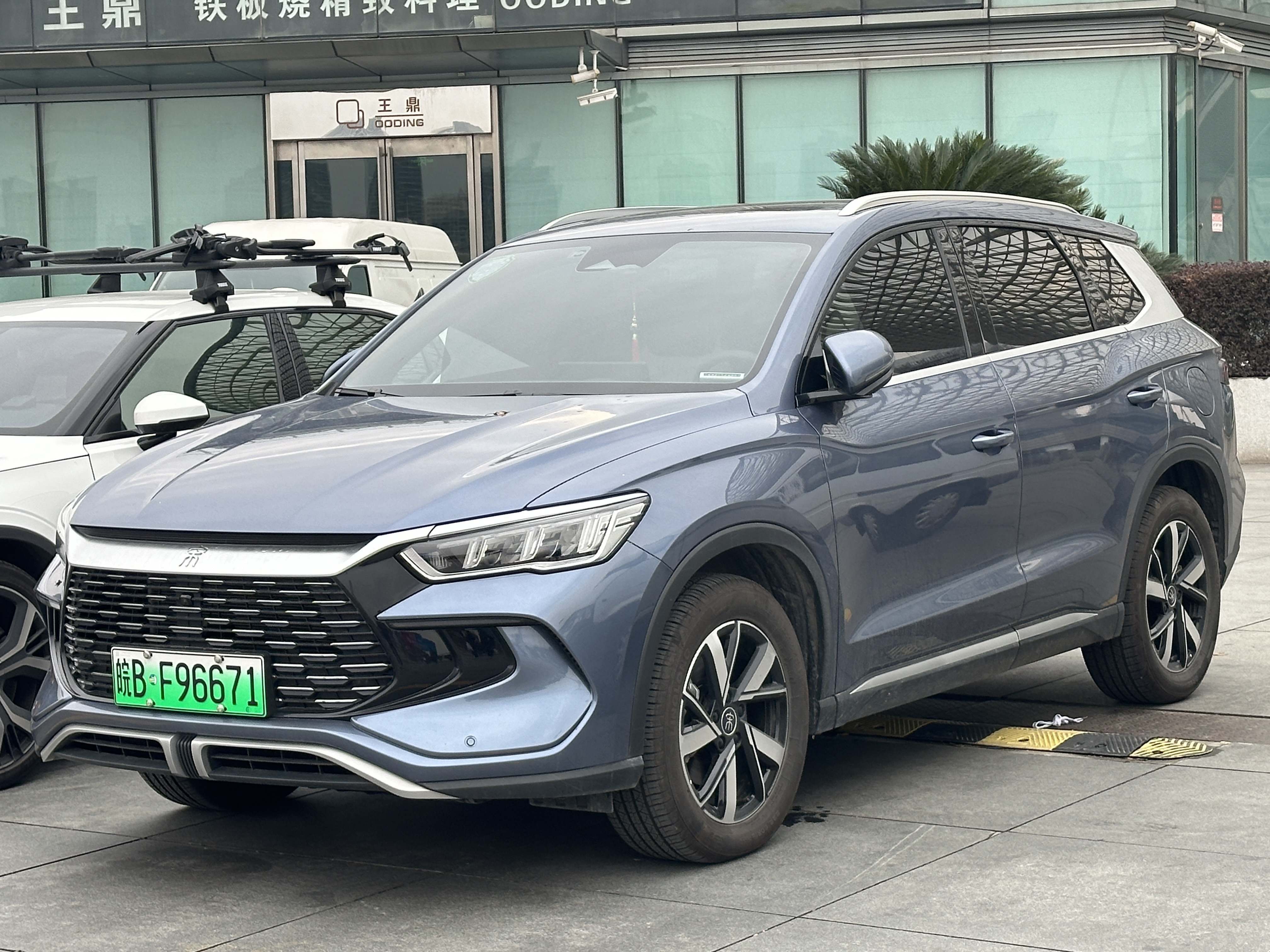
BYD Song Pro I DM-i - po drugim liftingu

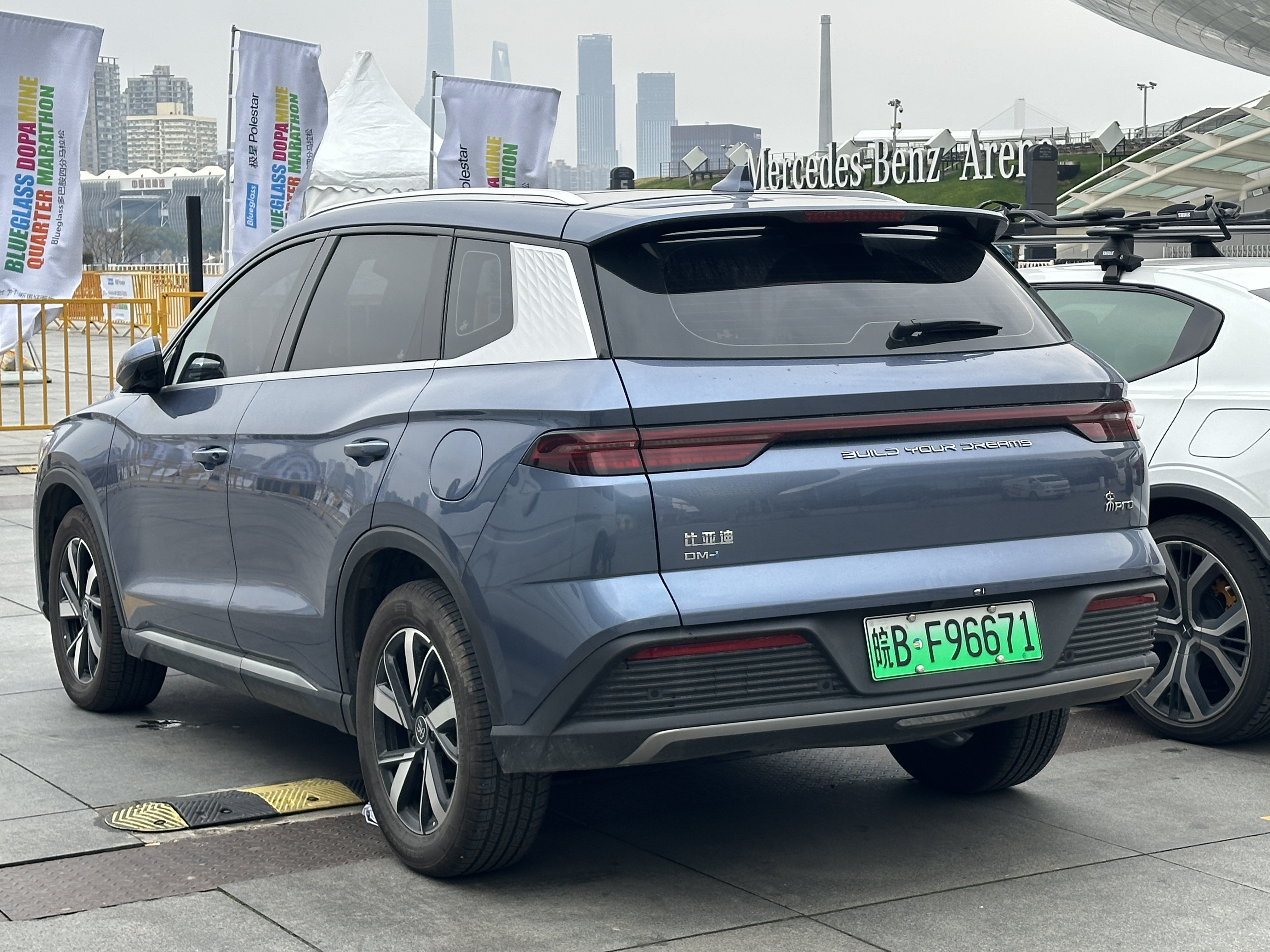
BYD Song Pro I DM-i - tył po drugim liftingu

BYD Song Pro I został zaprezentowany po raz pierwszy w 2019 roku.
Podczas wystawy samochodowej Shanghai Auto Show 2019 BYD przedstawił model Song Pro jako kolejnego SUV-a w ofercie będącego drugą generacją linii modelowej Song. Samochód utrzymano w nowym wydaniu wprowadzonego w 2017 języka stylistycznego autorstwa niemieckiego stylisty Wolfganga Eggera, charakteryzując się agresywnie stylizowanym przodem w stylu Dragon Face 2.0. Charakterystycznym akcentem stylistycznym stały się przetłoczenia na nadkolach, a także chromowana nakładka w słupku C.
Konstruując Songa Pro, BYD jako priorytet obrał wysoki komfort podróży na każdym z pięciu foteli w kabinie pasażerskiej. Producent zadeklarował skupienie się na kwestii redukcji hałasu, a także bogatej liście wyposażenia jak m.in. panoramiczne okno dachowe czy oświetlenie wnętrza typu ambient.

### Restylizacje
W marcu 2021 roku BYD Song Pro przeszedł obszerną restylizację, zyskując nowy pas przedni z większym wlotem powietrza w stylu trapezu, a także chromowaną listwą pomiędzy reflektorami w stylu modeli Han EV i Qin Plus. Ponadto, w kabinie pasażerskiej pojawiła się nowa deska rozdzielcza z większym wyświetlaczem systemu multimedialnego i przeprojektowanym kształtem nawiewów.
Dwa lata później, w maju 2023, Song Pro przeszedł kolejną restylizację, która ponownie zmieniła kształt przedniego zderzaka wraz z głównym wlotem powietrza. Ponadto, znacznie obszerniej zmodernizowano tym razem tylną częśc nadwozia, gdzie poza innym zderzakiem zastosowano także nowy kształt lamp z węższymi kloszami połączonymi listwą świetlną, a także tablicą rejestracyjną przeniesioną niżej.

### Song Pro DM/EV
Poza wariantem spalinowym, ofertę poszerzył wariant hybrydowy typu plug-in. Współtworzył go spalinowy silnik benzynowy z turbodoładowaniem o pojemności 1,5-litra i mocy 161 KM, który połączono z dwoma silnikami elektrycznymi. Pojazd rozpędza się do 100 km/h w 6,5 sekundy i umożliwia przejechanie w trybie elektrycznym do 80 kilometrów na jednym ładowaniu. Trzecim wariantem napędowym BYD-a Song Pro została z kolei odmiana w pełni elektryczna. Napędza ją 181-konny silnik elektryczny, który w połączeniu z baterią o pojemności 71 kWh oferuje zasięg na jednym ładowaniu do 501 kilometrów i rozpędza się do 100 km/h w 9,1 sekundy.

### Sprzedaż
BYD Song Pro został zbudowany głównie z myślą o wewnętrznym, chińskim rynku zbytu, gdzie z roku na rok stopniowo rosła jego popularność na tle innych produktów firmy. W 2022 roku wycofano wariant elektryczny i skoncentrowano się wyłącznie na odmianie hybrydowej, która w 2023 roku osiągnęła 209 tysięcy rocznej sprzedaży. Samochód trafił także na eksport, lecz w znacznie ograniczonym zasięgu w porównaniu do pokrewnego Songa Plus - obejmując m.in. Meksyk i Brazylię.

### Silnik
- R4 1.5l Turbo

## Trzecia generacja

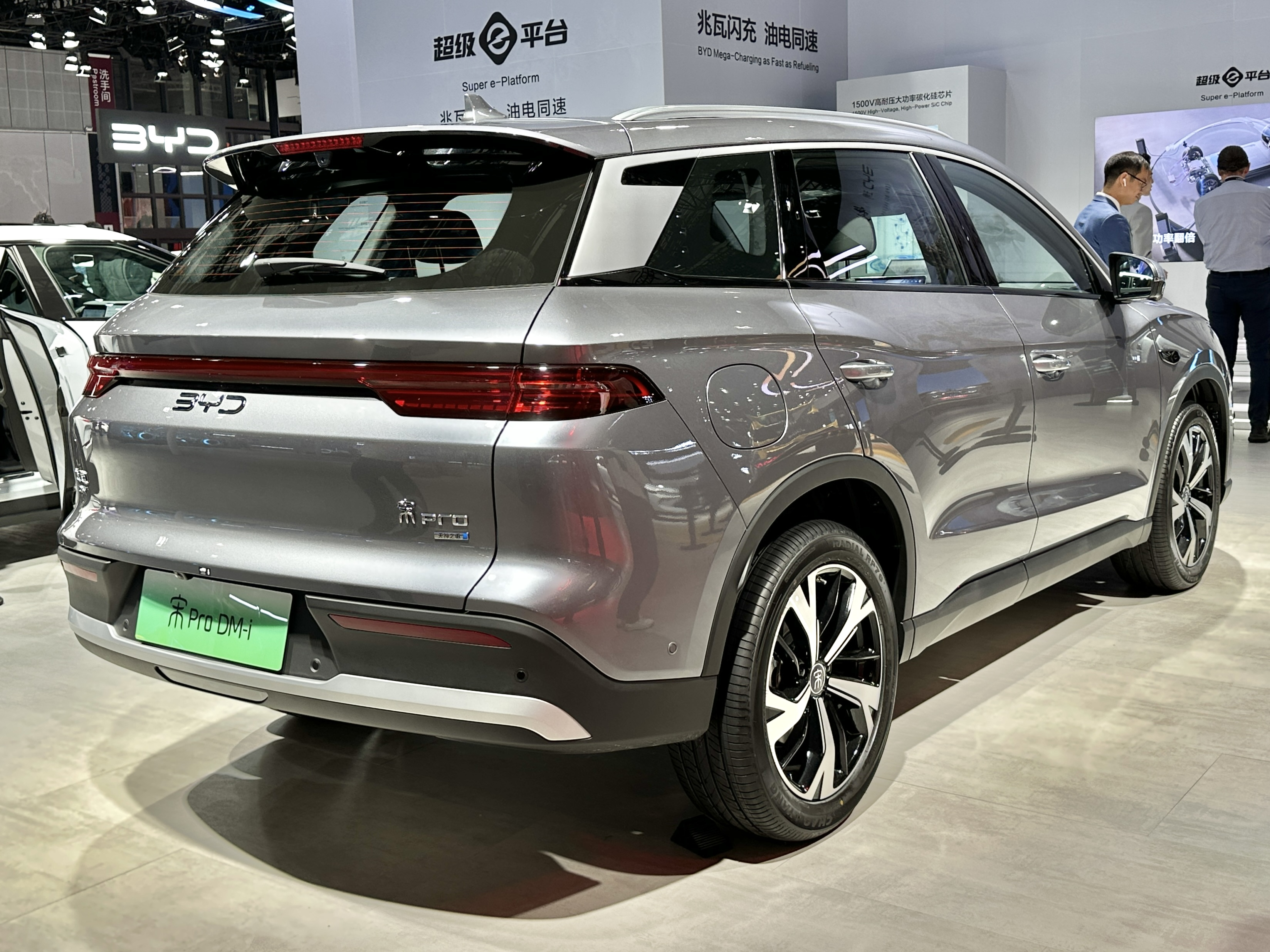
BYD Song Pro II - tył

BYD Song Pro II został zaprezentowany po raz pierwszy w 2024 roku.
Po 5 latach obecności rynkowej zadebiutowała trzecia generacja SUV-ów Song, będąca zarazem drugim wcieleniem pod nazwą "Song Pro". Samochód przeszedł ewolucyjny zakres zmian w stosunku do poprzednika, zachowując podobne proporcje nadwozia i rozmieszczenie detali. Pas przedni zyskał jednak węższe i obszerniejsze reflektory połączone charakterystyczną, dużą matowo-szarą listwą, a tył zwieńczyły węższe niż dotychczas lampy w formie świetlnego pasa. Samochód w obszernym zakresie połączyło techniczne i konstrukcyjne pokrewieństwo z równolegle debiutującym modelem Sea Lion 05.
Kabina paasażerska została utrzymana w estetyce typowej dla modeli z linii "Dynasty Series", z bardziej kanciastą deską rozdzielczą, czteroramiennym kołem kierownicy i rozbudowanym panelem z tworzywa sztucznego na jej całej szerokości. Przed kierowcą znalazł się wyświetlacz cyfrowych zegarów, a w środku konsoli centralnej umieszczono dotykowy ekran systemu multimedialnego.

### Sprzedaż
Song Pro kolejnej generacji powstał głównie z myślą o rodzimym rynku chińskim, trafiając do sprzedaży tuż po premierze we wrześniu 2024 i wzbogacając szerogą gamę hybrydowych, średniej wielkości SUV-ów marki BYD. Najtańszy wariant wyceniono na 112 800 juanów, a topowy - 142 800 juanów.

### Dane techniczne
Kolejna generacja Songa Pro wyposażona została już tylko w hybrydowy, spalinowo-elektryczny układ napędowy. Utworzył go wolnossący, 1,5-litrowy silnik benzynowy o mocy 99 KM i elektryczny silnik o mocy 215 KM. Do wyboru przewidziano dwa rozmiary akumulatorów: 13 kWh i do 60 kilometrów zasięgu w trybie elektrycznym oraz 18,3 kWh i do 91 kilometrów elektrycznego zasięgu.